# Parc quasi national de Yamato-Aogaki
Le parc quasi national de Yamato-Aogaki (大和青垣国定公園, Yamato-Aogaki Kokutei Kōen) est un parc quasi national situé dans la préfecture de Nara au Japon. Créé le 28 décembre 1970, il s'étend sur 57,42 km2.